# Сконес, Эйвинд
Эйвинд Сконес (норв. Øyvind Skaanes; род. 29 мая 1968 года, Тронхейм) — норвежский лыжник, чемпион мира. Наиболее успешно выступал в гонках классическим стилем.
В Кубке мира Сконес дебютировал в 1989 году, в марте 1990 года впервые попал в десятку лучших на этапе Кубка мира. Всего в личных гонках имеет на своём счету 8 попаданий в десятку лучших на этапах Кубка мира, из них 7 в гонках классическим стилем. Лучшим достижением Сконеса в общем итоговом зачёте Кубка мира является 19-е место в сезоне 1989/90.
За свою карьеру принимал участие в двух чемпионатах мира, на чемпионате мира 1991 года завоевал золото в эстафетной гонке.